# Ayase Haruka
Ayase Haruka (Asaminami, Hiroshima, 24 de Março de 1985) é uma atriz e cantora japonesa.